# Kay Thompson
Pour les articles homonymes, voir Thompson.
Kay Thompson (Katherine L. Fink), née à Saint-Louis, Missouri, États-Unis, le 9 novembre 1909, morte à New York, États-Unis,  le 2 juillet 1998), est une romancière, autrice compositrice, actrice, danseuse, chanteuse et scénariste américaine.
Elle est connue principalement comme autrice de la série de littérature jeunesse Éloïse, ainsi que pour son rôle dans le film Drôle de frimousse.

## Biographie
Katherine Fink est fille de Leo George Fink, un émigrant autrichien, et de Hattie A. Fink, du Kansas. Kay est la deuxième de quatre enfants. Les Fink déménagent dans la ville de Saint-Louis, où Leo Fink possède une bijouterie.
Elle est la marraine de Liza Minnelli.

## Radio
Kay commence sa carrière dans les années 1930 comme chanteuse et directrice de la chorale pour la radio. Ceci l'amène à se produire avec la formation de Tom Coakley et plus tard avec Fred Waring, Waring's Pennsylvanians, où elle rencontre le trombone Jack Jenney dont elle est brièvement l'épouse. Le Kay Thompson Swing Choir, qui tout d'abord apparaît en sourdine dans un disque d'André Kostelanetz enregistré en 1935, interprète deux chansons dans le musical Manhattan Merry-Go-Round (1937) et apparaît périodiquement dans le CBS Radio Network Saturday Night Swing Club, une émission radio.

## Livres pour enfants
À partir de 1955, Thomson publie des livres pour enfants autour du personnage d'Éloïse, fillette précoce de 6 ans au physique ingrat et au caractère difficile, négligée par sa mère. Le personnage est inspiré en partie par la propre enfance de Thomson et l'amie imaginaire qu'elle s'est construite dans cette période. Ce qui va devenir une série de livres connaît un succès considérable dès ses débuts, les ventes atteignant 150 000 exemplaires les 2 premières années, et près de 600 000 pour les seuls États-Unis entre 1983 et sa mort en 1998.
Illustrée par Hilary Knight, la série Éloïse regroupe les volumes suivants :
- Éloïse (Eloise, 1955)
- Éloïse à Paris (Eloise in Paris, 1957)
- Éloïse à Noël (Eloise at Christmastime, 1958)
- Éloïse à Moscou (Eloise in Moscow, 1959)
- Déluge au Plaza (Eloise Takes a Bawth, 2002, parution posthume)

## Filmographie

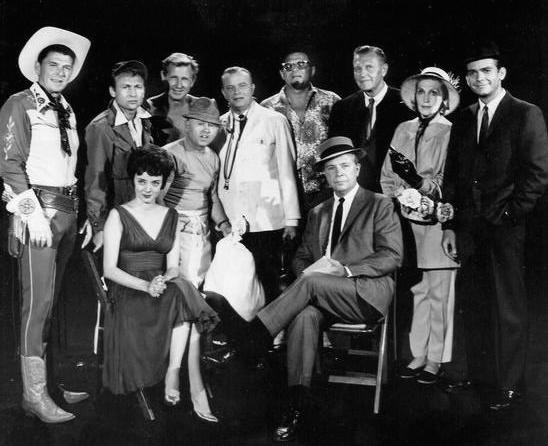
Avec Ronald Reagan et l'équipe du Dick Powel Show (2ème en partant de la droite) en 1961

- 1937 : Manhattan Merry-Go-Round de Charles Reisner
- 1946 : Le Laitier de Brooklyn (The Kid from Brooklyn) de Norman Z. McLeod : la matrone
- 1957 : Drôle de frimousse (Funny Face) de Stanley Donen : Maggie Prescott
- 1961 : The Dick Powell Show (en) (série TV) :  Mrs. Pierce
- 1970 : Dis-moi que tu m'aimes, Junie Moon (Tell Me That You Love Me, Junie Moon) d'Otto Preminger : Miss Gregory

## Arrangements musicaux
- 1943 : Mademoiselle ma femme (I Dood It) de Vincente Minnelli
- 1944 : Broadway Rhythm de Roy Del Ruth
- 1944 : Deux Jeunes Filles et un marin (Two Girls and a Sailor), de Richard Thorpe (+ compositrice)
- 1944 : Meet the People de Charles Reisner
- 1945 : Week-end au Waldorf (Week-end at Waldorf) de Robert Z. Leonard
- 1945 : Ziegfeld Follies de Vincente Minnelli (+ scénariste)
- 1946 : Les Demoiselles Harvey (The Harvey girls) de George Sidney
- 1946 : Pas de congé, pas d'amour (No Leave, No Love) de Charles Martin
- 1946 : Le Laitier de Brooklyn (The Kid from Brooklyn) de Norman Z. McLeod
- 1946 : La Pluie qui chante (Till the clouds roll by) de Richard Whorf
- 1947 : Vive l'amour (Good news) de Charles Walters
- 1957 : Drôle de frimousse (Funny Face) de Stanley Donen